# Lago de Bracciano
El lago de Bracciano (italiano, Lago di Bracciano) es un lago de origen volcánico en la región italiana del Lacio, a 32 km al noroeste de Roma. Es el segundo lago en tamaño de la región (segunda solo respecto al lago de Bolsena) y uno de los principales lagos de Italia. Tiene un perímetro circular de aproximadamente 32 km.

## Descripción
El lago debe su origen a la intensa actividad volcánica desde 600.000 a 40.000 años antes de la actualidad, que creó muchos pequeños volcanes en el territorio Sabatino. La principal cámara magmática estaba situada bajo el actual lago de Bracciano. Su caída creó la caldera hoy ocupada por el lago, que es un lago de cráter. Algunos pequeños cráteres son aún reconocibles en torno al lago y sus alrededores inmediatos.
Con tres ciudades lindantes, Bracciano, Anguillara Sabazia y Trevignano Romano, el lago es una importante atracción turística situada cerca de Roma. Como sirve de reservorio de agua potable para la ciudad de Roma, ha estado bajo control desde 1986 para evitar la contaminación de sus aguas. El uso de motos de agua está estrictamente prohibido (excepto para los pocos pescadores profesionales y las autoridades), y un sistema centralizado de alcantarillado ha sido construido para todas las ciudades fronterizas para evitar que se perjudique la calidad del agua. Esto hace de Bracciano uno de los lagos más limpios de Italia. La ausencia de la navegación a motor (aparte de los vehículos policiales) favorece el uso de canoas. También es bueno para nadar, salvo por el hecho de que hay un tipo de tremátodo parasitario en el lago, conocido normalmente como el picor del nadador[cita requerida].
En los últimos años el lago y sus alrededores han sido protegidos aún más gracias a la creación de un parque regional, el Parco Regionale del complesso lacuale di Bracciano Martignano.
Proyectada en 1897, una central térmica construida entre los años 1932 y 1933 bajo el pontificado de Pío XI aprovecha la caída de agua del acueducto procedente del lago, y la energía eléctrica producida sirvió para el desarrollo en 1934 de un modesto parque industrial del Vaticano, que consistía de talleres de mecánica, un laboratorio de técnica electrónica y la carpintería que estaba equipada para la fabricación de armazones y ventanas, todavía vigente.